# Ozawa Roan
Ozawa Roan (japanisch 小沢 蘆庵, Ozawa Tatewaki, Kankadō, Daigaku, Koō, Tonantei, Honjō Shichirō; geboren 1723 in Ōsaka; gestorben 19. August 1801) war ein japanischer Dichter.

## Leben
Ozawa Roan stammte aus einer Samurai-Familie. Seine erste Ausbildung erhielt er in der konservativen Dōjō-Schule, die sich an dem altüberlieferten Kokinshū orientierte. Mitte der 1750er Jahre in den Dienst des Kuge Takatsukasa Sukehira, den er 1765 auf einer Reise nach Edo begleitete. Dort wurde er aus dessen Diensten entlassen. Seit 1753 war er Schüler von Reizei Tamemura. Unterschiedliche Auffassungen zur Dichtkunst führten zwanzig Jahre später zum Ausschluss Roans aus dieser Dichterschule. Im Gegensatz zum klassizistischen Stile der Schule Kamo no Mabuchis vertrat er fortan das Ideal der "einfachen Worte" (tadagoto uta). 1796 wurde er Mentor von Kagawa Kageki, dessen Stil er maßgeblich beeinflusste. Er war auch Lehrer von Rai Baishi.